# Ан Чхоль Хёк
Ан Чхоль Хёк (кор. 안철혁?, 安哲赫?; 27 июня 1985, Канге, провинция Чагандо, КНДР) — северокорейский футболист, нападающий. Выступал в сборной КНДР.

## Карьера

### Клубная
С 2005 года выступает в Северокорейской лиге за клуб «Лимёнсу».

### В сборной
Выступал за сборную КНДР до 23 лет, в её составе участвовал в отборочном турнире к Олимпийским играм 2008 года.
В составе главной национальной сборной КНДР дебютировал 15 августа 2005 года в проходившем в Манаме матче отборочного турнира к чемпионату мира 2006 года против сборной Бахрейна, тогда же на 89-й минуте матча забил и свой первый гол, чем принёс своей команде победу со счётом 3:2. Затем сыграл 3 матча в отборочном турнире к чемпионату мира 2010 года. 23 августа 2009 года, выйдя на замену в проходившем в Гаосюне матче чемпионата Восточной Азии против сборной Гуама, Ан установил личный рекорд, отметившись сразу 4 голами в ворота соперника, та встреча завершилась со счётом 9:2 в пользу КНДР.
В 2010 году Ан был включён в заявку команды на финальный турнир чемпионата мира в ЮАР. Перед первым матчем на турнире Чхоль Хёк покинул расположение команды; некоторыми предполагалось, что он и ещё три игрока сборной попросили в ЮАР политического убежища. Позже ФИФА сообщила, что у корейской делегации все игроки находятся в команде, вскоре они были замечены в командном автобусе. На турнире не сыграл ни разу.